# Liste des préfets de la Guadeloupe
Liste des préfets de Guadeloupe depuis la création du département. Le siège de la préfecture est à Basse-Terre.

## Préfets de la Quatrième République
| Période                     | Période           | Identité            | Fonction précédente                                                                                               | Observation |
| --------------------------- | ----------------- | ------------------- | --- | --- |
| 14 octobre 1947             | 27 décembre 1947  | Henry Pougnet       | Préfet de la Nièvre                                                                                               | Congé de maladie |
| 27 décembre 1947            | 24 novembre 1950  | Gilbert Philipson   | Sous-préfet de Brest                                                                                              | En congé. Sera (1951) préfet du Morbihan |
| 5 février 1951              | 16 novembre 1952  | Gaston Villéger     | Secrétaire général de la Marne en 1944                                                                            | Nommé préfet de la Haute-Saône |
| novembre 1952               | 16 avril 1954     | Jacques Brunel      | | Nommé préfet hors-cadre par décret du 16 avril 1954 en conseil des ministres. Devient chef de cabinet du président de l'Assemblée nationale (André le Trocquer) |
| 11 mai 1954                 | 14 mai 1956       | Jacques Ravail      | En service détaché à la disposition du ministre des affaires étrangères, directeur des offices du Maroc en France | Depuis 7 décembre 1955 en service détaché à la disposition du ministre résidant en Algérie, directeur de la sûreté nationale (Guy Malines préfet ad interim)    |
| 7 décembre 1955 14 mai 1956 | 7 mars 1958       | Guy Malines         | Sous-préfet de Pontoise                                                                                           | (Préfet ad interim puis préfet). Disponibilité, puis nommé en 1959 Préfet du Cantal                                                                             |
| 7 mars 1958                 | 21 septembre 1960 | Jean-Pierre Abeille | Préfet de la Charente                                                                                             | Nommé préfet de l'Aisne |

## Préfets de la Cinquième République
| Période           | Période           | Identité                | Fonction précédente                                                              | Observation |
| ----------------- | ----------------- | ----------------------- | -------------------------------------------------------------------------------- | --- |
| 21 septembre 1960 | 15 juillet 1965   | Albert Bonhomme         | Préfet de l'Aveyron                                                              | Nommé préfet hors cadre |
| 15 juillet 1965   | 12 juillet 1967   | Pierre Bolotte          | Attaché au cabinet du ministère de l'Intérieur Roger Frey                        | Nommé secrétaire général à la Délégation générale à la recherche scientifique et technique |
| 12 juillet 1967   | 5 décembre 1969   | Jean Deleplanque        | Préfet du Gers                                                                   | Nommé préfet du Var |
| 19 novembre 1969  | 14 juin 1973      | Pierre Brunon           | Préfet des Ardennes                                                              | Nommé préfet de l'Aisne |
| 14 juin 1973      | 28 octobre 1975   | Jacques Le Cornec       | Conseiller technique au cabinet du Premier ministre Pierre Messmer               | Nommé préfet de l'Orne |
| 28 octobre 1975   | 13 septembre 1978 | Jean-Claude Aurousseau  | Préfet de l'Orne                                                                 | Nommé préfet de l'Isère |
| 13 septembre 1978 | 12 février 1982   | Guy Maillard            | Secrétaire général de la préfecture des Bouches-du-Rhône                         | Nommé directeur de cabinet du préfet de police de Paris |
| 12 février 1982   | 17 janvier 1984   | Robert Miguet           | Secrétaire général de la préfecture de la Haute-Garonne                          | Nommé préfet des Pyrénées-Orientales |
| 17 janvier 1984   | 9 avril 1986      | Maurice Saborin         | Préfet du Cantal                                                                 | Nommé préfet hors cadre |
| 9 avril 1986      | 9 novembre 1987   | Yves Bonnet             | Préfet du Finistère                                                              | Nommé préfet de la Marne et de la région Champagne-Ardenne |
| 9 novembre 1987   | 2 novembre 1989   | Bernard Sarazin         | préfet des Hautes-Pyrénées                                                       | Nommé directeur des Journaux officiels de la République française |
| 6 décembre 1989   | 18 juillet 1991   | Jean-Paul Proust        | Préfet de l'Isère                                                                | Nommé préfet de la Haute-Vienne et de la région Limousin |
| 18 juillet 1991   | 6 octobre 1993    | Franck Perriez          | Préfet des Landes                                                                | Nommé préfet du Gard |
| 6 octobre 1993    | 31 octobre 1994   | Alain Frouté            | Préfet de la Creuse, puis Préfet hors cadre                                      | Nommé préfet hors cadre en service détaché |
| 31 octobre 1994   | 17 octobre 1996   | Michel Diefenbacher     | Préfet de Lot-et-Garonne                                                         | Nommé préfet de la région Limousin, préfet de la Haute-Vienne |
| 17 octobre 1996   | 15 juillet 1999   | Jean Fedini             | Préfet de l'Aveyron                                                              | Nommé préfet de la Drôme |
| 15 juillet 1999   | 6 août 2002       | Jean-François Carenco   | Préfet de Tarn-et-Garonne                                                        | Nommé préfet de la Haute-Savoie |
| 6 août 2002       | 9 juillet 2004    | Dominique Vian          | Préfet de l'Ardèche                                                              | Nommé préfet de la Réunion |
| 9 juillet 2004    | 23 mai 2006       | Paul Girot de Langlade  | Préfet de Vaucluse                                                               | Nommé préfet d’Indre-et-Loire |
| 23 mai 2006       | 11 octobre 2007   | Jean-Jacques Brot       | Préfet des Deux-Sèvres                                                           | Nommé préfet d'Eure-et-Loir |
| 15 octobre 2007   | 30 octobre 2008   | Emmanuel Berthier       | Préfet des Hautes-Pyrénées                                                       | Nommé préfet de la Sarthe |
| 21 novembre 2008  | 29 octobre 2009   | Nicolas Desforges       | Directeur de cabinet du secrétaire d'État chargé de l'outre-mer                  | Nommé préfet de l'Oise |
| 29 octobre 2009   | 24 août 2011      | Jean-Luc Fabre          | Préfet de la Creuse                                                              | Nommé préfet de Indre-et-Loire |
| 24 août 2011      | 23 janvier 2013   | Amaury de Saint-Quentin | Préfet de l'Ardèche                                                              | Nommé directeur général de l’agence régionale de santé de Haute-Normandie |
| 23 janvier 2013   | 24 avril 2015     | Marcelle Pierrot        | Préfète des Vosges                                                               | Passe à la retraite |
| 24 avril 2015     | 4 septembre 2017  | Jacques Billant         | Préfet de la Dordogne                                                            | Nommé préfet du Puy-de-Dôme |
| 4 septembre 2017  | 9 mai 2018        | Éric Maire              | Préfet de la Haute-Loire                                                         | |
| 9 mai 2018        | 7 juillet 2020    | Philippe Gustin         | Délégué interministériel à la reconstruction de Saint-Martin et Saint-Barthélemy | (En tant que préfet, il conserve ses fonctions de délégué interministériel pour la reconstruction des îles de Saint-Barthélemy et de Saint-Martin). Nommé directeur de cabinet du ministre des Outre-Mer Sébastien Lecornu au sein du gouvernement Castex. |
| 10 août 2020      | 11 janvier 2023   | Alexandre Rochatte      | Préfet de la Meuse                                                               | Nommé préfet de la Loire |
| 11 janvier 2023   |                   | Xavier Lefort           | Préfet de la Mayenne                                                             | |